# Fowler (California)
Fowler è una città degli Stati Uniti d'America, situata in California, nella contea di Fresno.